# Museo di palazzo Orsini
Il Museo di Palazzo Orsini è un museo diocesano nella storica fortezza situata a Pitigliano, in provincia di Grosseto.

## Storia
Il museo diocesano nasce per volere della diocesi di Pitigliano-Sovana-Orbetello nel 1989, quando viene raccolta una corposa collezione di quadri, statue e altri oggetti d'arte provenienti dalle chiese del territorio. Il museo è stato ampliato nel 1998 con l'apertura ai visitatori degli spazi del cassero e della torretta, con il nuovo allestimento inaugurato il 1º ottobre 1999. Dal 2004 fa parte del sistema museale provinciale Musei di Maremma e dal 2019 è riconosciuto dalla Regione Toscana come museo di rilevanza regionale. Il palazzo-fortezza è museo di se stesso con architettura imponente e cicli di affreschi del sec. XV; raccoglie opere d'arte di indubbia importanza e rilievo.

## Edificio
Il museo diocesano è situato all'interno di Palazzo Orsini, monumentale e imponente palazzo fortificato che troneggia nel centro di Pitigliano. Costruito come rocca dagli Aldobrandeschi di Sovana tra XI e XII secolo, è stato successivamente trasformato in castello con tre torri circolari dagli Orsini a partire dal 1313, quando è divenuto sede della contea ursinea dopo il matrimonio tra Anastasia Aldobrandeschi, figlia di Margherita, e Romano Orsini. È nel 1465, tuttavia, che viene costruito l'attuale palazzo comitale dopo l'abbattimento della rocca trecentesca, in occasione del matrimonio tra Niccolò III Orsini ed Elena di Montelanico. Nel secolo successivo, precisamente nel 1520, Gianfrancesco Orsini fece chiamare l'architetto Antonio da Sangallo il Giovane, affidandogli il compito di progettare un piano di ristrutturazione del palazzo. Tra il 1543 e il 1545, Gianfrancesco prima e Niccolò IV poi fecero realizzare, seguendo il progetto del Sangallo, i bastioni pentagonali della zona nord-orientale del complesso architettonico. L'aspetto attuale è dovuto ad alcune ristrutturazioni effettuate dai Lorena dopo il 1737 e, soprattutto, dai vescovi di Sovana – l'edificio fu ceduto interamente alla diocesi nel 1793 – tra il 1861 e il 1865, con la demolizione del ponte levatoio e la modifica dei bastioni per ampliamento della sede stradale. Il complesso della fortezza è stato restaurato a partire dal 1980.

## Sale espositive
Il museo si articola in diciotto sale disposte su due piani di Palazzo Orsini, seguendo un percorso non lineare conforme alla disposizione quasi labirintica delle stanze e dei corridoi dello storico edificio nobiliare. Si accede al museo attraverso un portale in travertino (1490) della piazza interna della fortezza, dove è situato un pregevole pozzo del XV secolo. Sull'architrave è scolpito un compasso capovolto, accompagnato dalle parole «tempus ordo numerus et mensura», e poco sotto uno stemma con un collare da mastino puntato, tirato da due mani in direzione opposte, e un nastro con scritto: «prius mori quam fidem fallere».

### Sale 1-3
All'ingresso è situata la biglietteria ed è subito possibile ammirare alcune decorazioni con i simboli degli Orsini e dei Farnese, famiglia della moglie di Niccolò III. Iniziando il percorso espositivo, nella prima sala si possono osservare alcuni cicli di dipinti di un periodo di tempo che va dal XVI e al XVIII secolo, scoperti e restaurati tra il 2012 e il 2013, per poi scendere due scalini e passare alla seconda sala, dove le pareti sono adornate da decorazioni rinascimentali con grottesche ed armature e sono esposte le collezioni di vetri e ceramiche del museo (secoli XV-XIX). La visita continua al piano superiore, che si raggiunge tramite una scalinata lungo la quale sono situate due tele di scuole senese dell'Arcangelo Raffaele e il Cristo fra i santi, proveniente dal convento di San Francesco di Piancastagnaio e reduce da un atto vandalico, ed un dipinto della Santa Famiglia del XVI secolo. Poco dopo si accede alla terza sala, dove sono esposte alcune opere come il dipinto del Transito di San Giuseppe di Apollonio Nasini, anch'esso da Piancastagnaio; la tela della Circoncisione di Gesù (XVII secolo) proveniente dal duomo di Pitigliano; un seicentesco stendardo processionale di Alessandro Casolani, dipinto su due facciate con la Madonna del Rosario e san Giorgio e san Rocco, proveniente da Montorgiali; una tela con i santi Antonio abate e Lucia del XVI secolo; due angeli dorati del XVII secolo; un tondo su tavola raffigurante Gesù Cristo con cornice in legno decorata con motivi floreali; e una tavoletta cinquecentesca della Madonna col Bambino. Di particolare rilevanza è il ciborio di legno intagliato e decorato della seconda metà del XVI secolo, il più grande della Toscana meridionale, restaurato nel 1999 e proveniente dal duomo di Sovana.
Dalla sala si accede poi al corridoio delle statue, dove sono situate alcune statue lignee decorate provenienti da Sovana e Santa Fiora, come una Madonna del XV secolo, una santa Caterina d'Alessandra in terracotta (XVI secolo), un sant'Antonio abate (XVI secolo) e due santi agostiniani (XVII secolo): particolarmente interessante il soffitto policromo a cassettoni e le decorazioni parietali quattrocentesche con i simboli degli Orsini.

### Sale 4-7
Le sale successive presentano un pregevole soffitto in legno dipinto del XVIII secolo e contengono alcune scene della Annunciazione, una di esse opera del pittore Francesco Nasini (XVII secolo), e due tele settecentesche di santa Maria Maddalena. Interessante è la decorazione delle pareti della quinta sala, dove sono rappresentati i luoghi dominati dagli Orsini: la fortezza di Sorano, Napoli con il Vesuvio, il lago di Bracciano, il castello di Marsiliana, la rocca di Sovana e quattro vedute della città di Roma. Sopra il camino è posto un tondo con la Madonna col Bambino e sant'Antonio da Padova di Bernardino Mei (XVII secolo), e poco distante una Madonna col Bambino e angeli del XVI secolo. Nella sesta sala, dove si possono ammirare i resti dell'originario soffitto a cassettoni del XV secolo, è esposta la statua in pioppo di Niccolò III Orsini, conte di Pitigliano, di provenienza veneta, acquistata dalla soprintendenza e pregevolmente restaurata; poco dietro, un ritratto dello stesso personaggio risalente ai primi anni del XVI secolo. Interessante è anche un ciclo pittorico quattrocentesco che passa in rassegna alcuni dei principali membri degli Orsini frequentatori della fortezza e raffigura Totila, il re degli Ostrogoti. Tra le altre opere si ricordano una tavola con l'Assunzione della Vergine con i santi Francesco, Girolamo e Tommaso dei primi del XVI secolo, opera di Girolamo di Benvenuto e proveniente dal convento della Santissima Trinità alla Selva, ed un monumentale tabernacolo in marmo recante lo stemma del vescovo Tommaso Testa Piccolomini (in carica dal 1467 al 1470), proveniente dal duomo di Sovana: interessante la decorazione della porticina, in rame, argento e oro, raffigurante Cristo morto tra gli angeli contornato dai simboli della passione, di scuola fiorentina.
Nelle sale successive sono esposte alcune opere del XV secolo, come una Madonna col Bambino di Jacopo della Quercia, proveniente dalla chiesa di Sant'Agostino a Santa Fiora, e una tavola raffigurante la Madonna col Bambino con angeli e i santi Francesco e Pietro di Guidoccio Cozzarelli (1494), originariamente nel duomo di Pitigliano; vi si trovano anche una statua lignea della Madonna Assunta proveniente dalla chiesa di Santa Maria di Sovana, ed una vetrina che espone alcuni oggetti liturgici in metallo, come calici, croci, turiboli e navicelle.

### Sale 8-16
Dopo una scala che porta alla torre della fortezza, da cui si può godere di una bella vista, si raggiunge le cosiddette stanze degli argenti – sale nove, dieci e undici – dove sono conservati arredi liturgici di particolare interesse come i gioielli dei Lorena, corone della Madonna col Bambino, ampolle, croci processionali, pissidi, calici e portaincensi, il braccio-reliquiario di san Gregorio VII (1605), e le cosiddette "paci".
La dodicesima sala conserva anche una statuetta di cera raffigurante Maria bambina, proveniente dal duomo di Pitigliano, ed il paramento d'altare del vescovo Francesco Maria Barzellotti (in carica dal 1832 al 1861).
Il percorso continua poi attraverso uno stretto corridoio che conduce ad un ballatoio dal quale si raggiunge il cassero, dove sono esposte copie di strumenti di tortura, e la cima della torre. Percorrendo poi il percorso a ritroso, ritornando al piano inferiore e salendo nuovamente tramite un'altra scala, si raggiunge la sala della biblioteca, con una raccolta di incunaboli e cinquecentine. Dalla sala si accede poi alla loggia del Sangallo, dalla quale si scende sotto la rocca medievale verso l'"oliaia", dove erano posti gli orci dell'olio; la cisterna del XV secolo che raccoglieva l'acqua piovana, nella quale sono stati rinvenuti numerosi resti di ceramiche (sala quindici); ed infine il vecchio frantoio con le macine e i torchi, dove sono conservati i resti del portale in travertino della chiesa di San Francesco di Pitigliano (sala sedici).
Ritornati poi alla sala della biblioteca, si scende al piano inferiore, dove sono esposte: alcune pergamene del X-XII secolo, con canti liturgici natalizi con antichi neumi, segnature musicali prima delle invenzioni delle note; due bolle quattrocentesche da Pitigliano e da Corano; due corali miniati del XV secolo provenienti dal convento di Piancastagnaio; frammenti di corali dei secoli XV-XVII. Lungo le pareti è infine posta una rassegna di ritratti dei vescovi di Sovana dal XVII al XIX secolo.

### Sale 17-18
Le ultime due sale del museo - sale diciassette e diciotto - sono raggiungibili attraverso un piccolo cunicolo che conduce nuovamente al piano superiore. La diciassettesima sala espone vari paramenti liturgici dei vescovi della diocesi, tra cui pregevoli pianete del XV, XVI e XVII secolo, alcune delle quali recanti gli stemmi dei Bourbon del Monte e dei vescovi Metello Bichi e Domenico Maria della Ciaia. Infine, l'ultima sala è dedicata a tre famosi pittori maremmani: Francesco Zuccarelli, Pietro Aldi e Paride Pascucci. Del primo, originario di Pitigliano, sono esposte due tele realizzate tra il 1725 e il 1728 per il duomo di Pitigliano, la Cacciata del demonio dall'Inferno da parte dell'arcangelo Michele e la Redenzione delle anime dal Purgatorio al Paradiso. Dei mancianesi Pietro Aldi e Paride Pascucci sono invece esposti i due cartoni delle Storie della vita di papa Gregorio VII, con la scene della Vocazione di Ildebrando da Soana e Incontro con l'imperatore Enrico IV al castello della contessa Matilde di Canossa (Aldi) e due ritratti del vescovo Giulio Matteoli (Pascucci).